# Стшижувка
Стшижувка (пол. Strzyżówka) — деревня в Бяльском повете Люблинского воеводства Польши. Входит в состав гмины Дрелюв. По данным переписи 2011 года, в деревне проживало 85 человек.

## География
Деревня расположена на востоке Польши, на расстоянии приблизительно 17 километров к юго-западу от города Бяла-Подляска, административного центра повета. Абсолютная высота — 148 метров над уровнем моря. К западу от населённого пункта проходит региональная автодорога 813.

## История
Согласно «Справочной книжке Седлецкой губернии на 1875 год» деревня входила в состав гмины Жероцин Радинского уезда Седлецкой губернии. В период с 1975 по 1998 годы входила в состав Бяльскоподляского воеводства.

## Население
Демографическая структура по состоянию на 31 марта 2011 года:
|         | Всего | До трудоспособного возраста | Трудоспособного возраста | Старше трудоспособного возраста |
| ------- | ----- | --------------------------- | ------------------------ | ------------------------------- |
| Мужчины | 44    | 9                           | 32                       | 3                               |
| Женщины | 41    | 7                           | 15                       | 19                              |
| Всего   | 85    | 16                          | 47                       | 22                              |